# نظام الجدولة الجراحية
نظام الجدولة الجراحية: عبارة عن برنامج كمبيوتر يتعلق بجدولة المهام لسلسلة من الحالات الجراحية في غرفة جراحية واحدة ومع طاقم جراحة واحد يستخدم نموذجًا تشغيليًا وجهاز كمبيوتر وشبكة، جزء حيوي آخر من عملية جدولة الجراحة هو التواصل بين المنشأة والبائع.
قد تغطي التطبيقات الأنظمة الأساسية التي تتضمن نظام العمليات التقليدي (القديم) القائم على البرامج أو أنظمة الخادم الشبكي. المناهج الأخرى هي الخدمات مثل الحوسبة السحابية وتشمل البرامج مثل خدمة  (SaaS) والنظام الأساسي مثل خدمة أنظمة (PaaS).

## الإجراءات التاريخية وقيود جدولة الجراحة
لقد تأخر دمج الاتصالات الحديثة في عالم الرعاية الصحية بشدة بسبب امتناع الجراحين عن تنظيم عملهم مثل الخدمة في موقع الإنتاج. ومع ذلك، فإن جميع المتطلبات التي يتعين الوفاء بها من أجل الأداء السليم والكفاءة العالية توصي بهذا النهج.
ركزت تكنولوجيا المعلومات الخاصة بالرعاية الصحية فقط على استخدام وتحديث التكنولوجيا المخصصة للبحث والعلاج والتشخيص.
في النمط القديم، كان القائمون على الجدولة يرسلون جداول ورقية عبر جهاز الفاكس (مثلما تطلب المستشفيات غالبًا) أو يتصلون بالمشاركين باستخدام الهاتف.
وطالما كان القائمون على المواعيد يعتمدون على الهواتف وأجهزة الفاكس لإرسال التأكيدات واستلامها، فإن الوقت الحيوي غالبًا ما كان يُقضى في انتظار المعلومات، وقد أدت الأنظمة وطرق التأكيد غير الموثوق بها إلى إلغاء العمليات الجراحية وخسارة الإيرادات.
لم تستخدم المهام الإدارية، التي كانت منذ فترة طويلة أوتوماتيكية في الصناعات الأخرى، التكنولوجيا على أكمل وجه.

### المتطلبات الأساسية للتحسين
تتطلب الجراحة الواحدة مشاركة وتعاون أطراف متعددة: المريض والجراح وموظفي الدعم (مثل طبيب التخدير) وممثل الجهاز. التنسيق والتأكيد على هذه الأطراف هو من مسؤولية مكتب المشرف الجراحي.
لذلك، يمكن تنفيذ جدولة الجراحة بناءً على موارد البرامج المتوفرة بسهولة للمجدولين والمسؤولين من الإنتاج وصناعة الخدمات الأخرى في الممارسة الجراحية. ومع ذلك، فإن الشرط الأساسي هو بعض المعايير في إجراءات الجراحة المطبقة، والتي توفر تقديرات زمنية للعملية في غرفة الجراحة وللتحضيرات ذات الصلة قبل العملية وبعدها في حالة كل مريض.

### نهج الولايات المتحدة لتحسين مع مسؤولي الرعاية الصحية
كجزء من قانون الإنعاش وإعادة الاستثمار الأمريكي لعام 2009 (ARRA) خصصت الحكومة الفيدرالية أكثر من 20 مليار دولار من أموال التحفيز لتعزيز حلول تكنولوجيا المعلومات للرعاية الصحية، كانت هذه الأموال مخصصة لحالات «الاستخدام الهادف» التي تضمنت السجلات الصحية الإلكترونية (EHR) ووسائل أخرى لجعل الرعاية الصحية أكثر كفاءة وتنافسية وبأسعار معقولة.
كان الوعي المتزايد بالعمليات المبسطة إحدى الخطوات الأولى لإدخال أدوات تكنولوجيا المعلومات الجديدة في مجال الرعاية الصحية التي سبق استخدامها في صناعات أخرى.

## فئات الحلول
تقوم التوصيات المقدمة مع نظام ترميز إجراءات ICD-10-PCS المعياري للمركز الوطني للصحة التابع للمعاهد الوطنية للصحة بالولايات المتحدة الأمريكية، علم الوجود الأساسي لعرض عمليات الجراحة. لا تمنع النية الحالية للأغراض الإحصائية بأثر رجعي من تطبيق المنظور لأغراض الإدارة.
ومع ذلك، يتطلب اعتماد الموقع بأكمله عكس إعدادات الفريق والموارد المحلية مثلما هي متوفرة. النمذجة المناسبة للتدخل الجراحي القياسي مطلوبة لتكوين نموذج لتسلسل العديد من الحالات والتدخل الخاص في نقل واحد للفريق.

### مناهج المثابرة لمواقع العمل الفردي
كان النوع الأول من الحلول التي تقدم لعالم تكنولوجيا المعلومات للرعاية الصحية هو نظام البرامج التقليدي القديم. تسمح هذه التطبيقات، التي غالبًا ما تكون جزءًا من نظام مؤسسي أكبر، للمجدولين باستخدام عمليات إدارة البريد الإلكتروني وجهات الاتصال.
يتم تثبيت برنامج الجدولة الجراحية على جهاز كمبيوتر محدد ومتاح لمستخدم واحد أو أكثر داخل العيادة.

### الحلول القائمة على الخادم والحلول القائمة على الويب
قد يُنظر إلى الحلول القائمة على الخادم مثل خطوة وسيطة للسماح لمنظمي الجدولة بالاستفادة من قوة شبكة الويب العالمية وراحتها. تستضاف حلول البرمجيات مثل خدمة (SaaS) على خوادم يمكن الوصول إليها عبر الإنترنت. يمكن إدارة بيانات البرنامج وإمكانياته بسهولة من اتصالات الإنترنت القياسية أو الأجهزة اللاسلكية مثل أجهزة الكمبيوتر المحمولة أو الهواتف الذكية. ومع ذلك، لا يتوفر الحد الأدنى من أمان البيانات مجانًا مع مثل هذه الأساليب.